# Eligio Cervantes
Eligio Cervantes Islas (Cidade do México, 17 de dezembro de 1974) é um triatleta profissional mexicano.

Eligio Cervantes representou seu país nas Olimpíadas de 2004 ficando em 38º.